# Ar-Radi
Abû al-`Abbâs "ar-Râdî bi-llâh" Muhammad ben Ja`far al-Muqtadir, surnommé ar-Râdî, ou ar-Râdhî, est le fils de Al-Muqtadir. Il est né en 907. Il a succédé à son oncle Al-Qâhir comme calife abbasside en 934. Il est mort en 940.

## Biographie
À la mort de son père Al-Muqtadir en 932, les courtisans qui l'avaient renversé avaient préféré mettre au pouvoir son oncle Al-Qâhir par crainte de sa vengeance.

### La tutelle d'Ibn Râ'iq
Apprécié pour sa piété, Ar-Râdî a été le jouet de ses vizirs. Dépourvu de ressources financières il est tombé aux mains d'un efficace mais cruel gouverneur, Muhammad ben Râ'iq pour lequel Ar-Râdî va inventer pour lui en 936 le titre d'« Émir des émirs ». Ibn Râ'iq va devenir le véritable maître de l'empire et son nom était cité avec celui du calife lors des prières publiques. Pour combattre les volontés d'indépendance des gouverneurs régionaux, Ibn Râ'iq s'est adjoint Bajkam (ou Bejkem)
, un commandant originaire du Daylam et sa horde turque. Après deux ans de machinations, ce groupe est devenu insupportable. Ibn Râ'iq a décidé à renverser Bajkam. Bajkam devance son adversaire en entrant dans la ville avec ses troupes. Ibn Râ'iq disparaît et Bajkam prend sa place (938).

### La tutelle de Bajkam
Bajkam a entraîné le calife à attaquer les Hamdanides à Mossoul. Ibn Râ'iq allié avec des Qarmates profite de l'absence du calife pour prendre Bagdad. Bajkam est contraint de faire rapidement demi-tour laissant les Hamdanides assoir leur indépendance (940). En réalité le califat avait besoin des Hamdanides pour protéger ses frontières du nord, faute de quoi il aurait été assailli par les Byzantins. Ibn Râ'iq, à l'approche de Bajkam, fait acte de soumission et est pardonné. Il a reçu le gouvernorat de Damas qu'il a assumé jusqu'en 946.

### Les Ikhchîdîdes
Les gouverneurs Ikhchîdîdes d'Égypte, avaient eux aussi pris leur indépendance à l'égard du califat depuis leur installation en 935. Ce fut l'affaire Ibn Râ'iq en tant que gouverneur de la Syrie d'empêcher les Ikhchîdîdes de s'étendre en Palestine. Après quelques combats, Ibn Râ'iq a pu se consacrer à la défense du Nord.

### Emergence des Bouyides
Un nouvel adversaire est apparu à l'Est : la dynastie persane chiite, originaire du Daylam, des Bouyides. Vers 933 `Alî ('Imad al-Daula/Emad o-dowleh) occupe le Fars et Ahmad (Mu'izz ad-Dawla/Mo'ez o-dowleh) et Hasan (Rukn ad-Dawla/Rokn o-dowleh) s'emparent du Khuzestân et de la province de Kerman (934).
Bajkam, inquiet de leur progression, est parti en campagne. Alors qu'il était sur le point de prendre l'avantage il a dû revenir en hâte vers Bagdad à cause de la trahison de certains de ses capitaines qui avaient voulu profiter de son absence. Les Bouyides ont eux aussi profité de ce retrait pour consolider leurs positions. Plus tard, les trois frères se sont coalisés et ont pris Bagdad (945).

### Mort d'Ar-Râdî
Ar-Râdî est mort à trente-trois ans en 940. On considère assez souvent qu'il est le dernier véritable calife abbasside et le dernier à remplir toutes les fonctions de sa charge comme :
- Faire le sermon du vendredi.
- Discuter avec les philosophes et les savants des affaires religieuses ;
- Tenir conseil sur les affaires de l'État ;
- Distribuer de l'aide pour les nécessiteux ;
- S'interposer pour tempérer la sévérité excessive de certains officiers ;

Malgré cela il fut le plus dépendant de tous. Tous ces actes n'étaient que formels, car il était sans pouvoir.
Le califat avait perdu l'Ifriqiya, l'Égypte, la Perse et toute la partie Est de l'empire, une partie de la Syrie et de l'Irak, Mossoul. L'Arabie est aux mains des Qarmates, et les villes de Bassora, de Wâsit et Koufa sont en révolte. L'avancée des Byzantins a été stoppée par l'intervention des Hamdanides sous les ordres Sayf ad-Dawla `Alî.

## Les poèmes d'Ar-Râdî
Ar-Râdî est le dernier calife dont il subsiste des poèmes. Ces poésies donnent l'impression d'un profond sentiment religieux, de la fragilité des grandeurs humaines et du caractère passager des choses d'ici-bas.